# 마카온

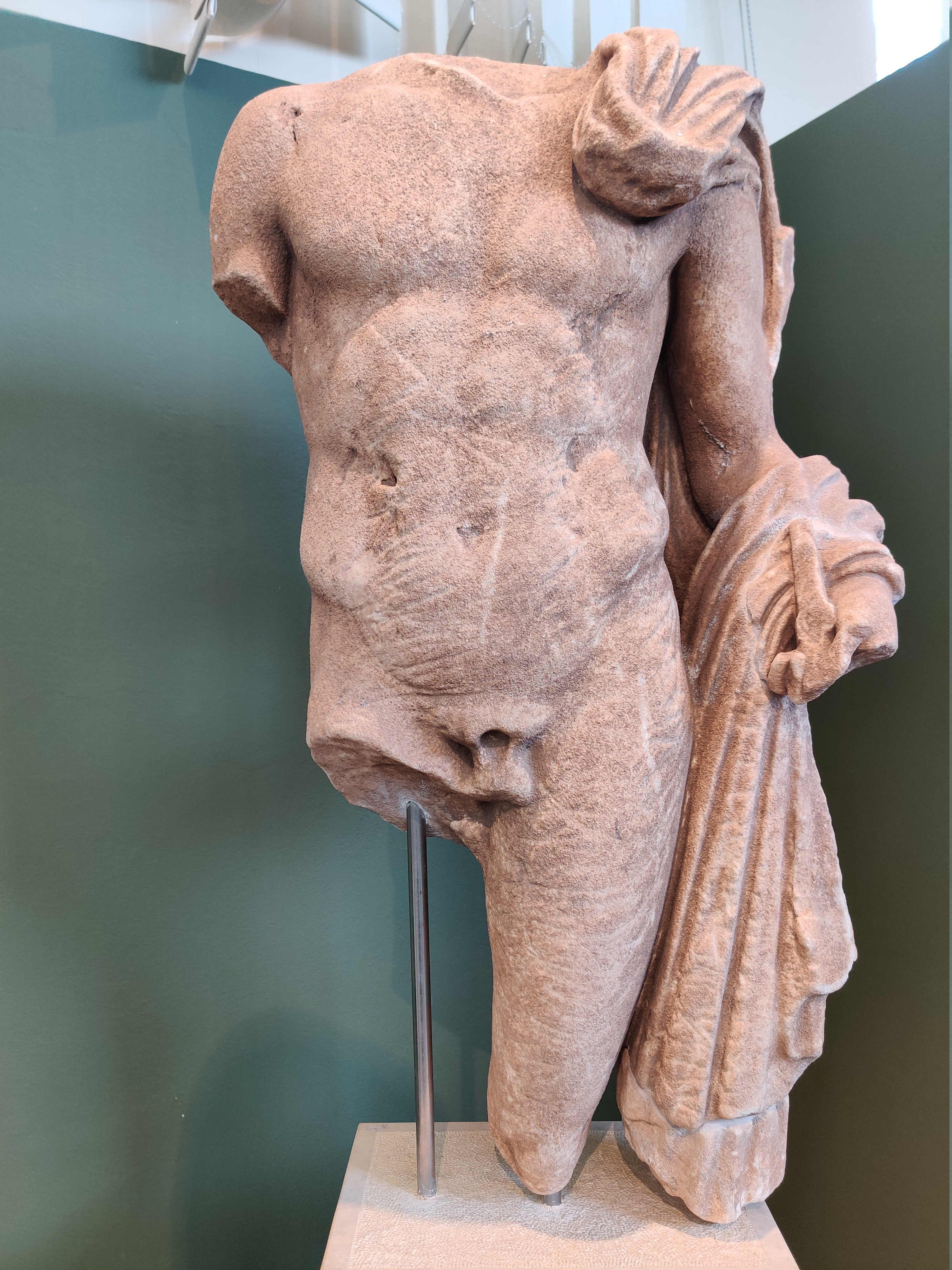

마카온(그리스어: Μαχάων)은 그리스 신화에서 의신(醫神) 아스클레피오스의 아들이다. 형제인 포달레이오스와 함께 테살리아 군을 이끌고 트로이 전쟁에 그리스 연합군으로 참전했다. 이들은 아버지 아스클레피오스처럼 훌륭한 의사였다.
그는 필록테테스와 같은 그리스 장수들의 부상을 치료했고 파리스의 화살에 맞아 부상을 당했다. 전쟁의 마지막에 에우리퓔로스의 손에 죽었고 메시니아의 게레니아에 묻혔다.
그곳 사람들은 그를 의신(醫神)으로 추앙했다.